# Axerafe Calil
Maleque Axerafe Saladino Calil ibne Calavuno (em árabe: الملك الأشرف صلاح الدين خليل بن قلاوون‎; romaniz.: Al-Malik al-Ashraf Salāh al-Dīn Khalil ibn Qalawūn), melhor conhecido apenas como Axerafe Calil, foi sultão do Cairo de 1290 a 1293.

## Biografia
Calil era filho de Calavuno e, antes de se tornar sultão, era considerado um homem muito inteligente, autoritário e, sobretudo, gênio em questões bélicas, características que provavelmente permitiram sua nomeação como general e conselheiro principal do sultão, mesmo sendo tão jovem. Foi escolhido por decisão unânime dos outros generais do sultão, que provavelmente decidiram pela nomeação de Calil devido a sua educação completamente militar e participação anterior em diversas campanhas de guerra, comprovando que ele seria totalmente fascinado pelas técnicas bélicas.
Antes de se tornar sultão, Calil viu seu pai e irmão morrerem em campanhas de guerra, fato funesto que provavelmente influenciou sua personalidade para o ódio e para brutalidade, a medida em que seu temperamento tornou-se violento. Este temperamento e sua obsessão pela guerra desde jovem levariam-no à morte posteriormente.
Sucedeu seu pai Calavuno em 1290 e foi assassinado em 1293, embora neste curto período de tempo lhe é atribuído alguns feitos históricos no Médio Oriente ou Oriente Médio.

## Antes de se tornar sultão

### A morte do irmão
Quando Calil nasceu, o sultanado estava predestinado a pertencer ao seu irmão mais velho, Sale Ali, cuja personalidade quando adulto era completamente diferente do irmão mais novo. Enquanto que o filho mais velho de Calavuno era considerado pacifista e diplomático, visto que acreditava nos benefícios da paz para todos os povos no Médio Oriente, o filho mais novo acreditava no contrário, pois considerava os Cristãos e os Mongóis como pessoas e povos aos quais deveriam serem exterminados
Como o pai, Ali era um homem considerado sensato e Calil não conseguia compreender o que os seus familiares consideravam positivo na manutenção de uma paz ao qual considerava de fachada e que futuramente fracassaria. Ambos representavam as perspectivas de um povo dividido, na qual Calil possivelmente representava os anseios da maioria.
Apesar de suas opiniões divergentes, nunca foi relatado casos em que os dois irmãos se conflitaram, pois ambos entraram de livre vontade para o exercito, participando juntos nas campanhas contra o Império Mongol. Conta-se que Ali ficou gravemente ferido após uma batalha, provocando uma infecção que o levaria lentamente à morte, depois da sofrer com febres altíssimas.
Com a morte do irmão, Calil tornou-se herdeiro ao posto de sultão, situação que não foi bem recebida pelo pai, pois considerava-o um homem fundamentalista que não utilizaria a diplomacia necessária para garantir desenvolvimento de seu povo.

### A morte do pai
Numa das muitas campanhas de guerra contra os Mongóis, Calavuno e Calil partiram juntos para comandarem o exercito, para uma batalha que pretendia expulsar os inimigos da Síria e, embora tenham vencido a batalha, sabe-se que Calavuno teia ficado doente durante a viagem e possivelmente morreu de um enfarte.
Não existem provas conclusivas sobre a seguinte história, mas conta-se que o velho sultão ainda antes de morrer terá feito um último esforço, para tentar convencer o filho de que não deveria atacar os Cristãos, pois a presença deles gerava lucro. Porém, o filho não teria dado ouvidos a isto, pois ele cresceu odiando os cruzados.

## Como sultão e a ofensiva em Acre
Com a morte do pai, Calil tornou-se mais violento e, percebendo que dificilmente o Império Mongol voltaria a atacar seus territórios, viu a oportunidade para reorganizar o exército, depois das sucessivas derrotas. Demorou quase um ano estudando as muralhas da última cidade cristã no Médio Oriente e, com base neste estudo, mandou construir propositadamente maquinas aterradoras para fazer um cerco demolidor e juntou uma gama considerável de efetivos para combater em Acre, cidade atualmente pertencente ao Estado israelita.
Uma das maquinas construídas foi uma catapulta de nome A furiosa, que serviria para abrir brechas nas resilientes muralhas. Provavelmente esta maquina de cerco seria de uma grandeza tão impressionante que foi preciso quase metade do exercito de Calil, para empurrá-la até às redondezas da cidade.
Quando chegou a Acre, Calil orientou uma estratégia, na qual primeiro se utilizariam as máquinas para destruir a estrutura de resistência dos Cristãos, começando pelas torres de defesa e posteriormente a muralha que cercava a cidade. Os arqueiros seriam responsáveis por uma ofensiva fora das muralhas, com o intuito de impedir o exército cristão de destruir os instrumentos de guerra, além de protegerem a entrada dos cavaleiros de artilharia pesada e dos batedores, formando uma barreira humana indestrutível que foi matando todos os soldados Cristãos que tentavam desesperadamente conter o avanço dos soldados muçulmanos.
Dentro da cidade, há relatos que os guerreiros mamelucos teriam violando e estripado todas as mulheres que encontraram, matado todas as crianças, sendo algumas também eram violados, e os homens foram torturados e executados. Depois de terem espalhado cadáveres por toda a cidade, queimaram todas as terras e destruíram todas as infraestruturas.
Alguns habitantes da cidade conseguiram fugir, apanhando os poucos barcos que havia na cidade, pois Calil concentrou sua estratégia bélica nas atividades terrestres, esquecendo de enviar barcos para cercarem o porto de Acre. Isto permitiu que alguns refugiados se salvassem, embora muitos barcos não comportassem tantas pessoas, levando muito a afundarem por causa do peso e do descontrole da situação.
Esta ofensiva militar acabou com a expansão do cristianismo no Médio Oriente e também com possíveis cruzadas futuras.

## A traição
Calil estava-se a tornar num homem completamente obcecado pela guerra e por isso, depois de ter arrasado com toda a ocupação ocidental nos seus territórios, aproveitou o entusiasmo de seus soldados para iniciar uma ofensiva contra o Império Mongol, fazendo enumeras campanhas com o objetivo de não só expulsar o império oriental das suas terras, como também de expandir seus territórios para leste.
Nestas ofensivas, seus soldados foram completamente arrasados pelas sucessivas batalhas, aos quais muitos morreram. Foi neste quadro que nasceu no seio do exército um grupo de conspiradores muito próximos do sultão que decidiram planear o assassinato dele. Sobre este assunto, sabe-se pouco, embora tenha-se certeza de que Calil foi assassinado por um dos seus generais durante a noite, em sua própria tenda real, enquanto planejava destruir o Império Mongol.